# Suzanne (chaloupe)
Suzanne est une chaloupe à vapeur appartenant à l'Association Sequana et réalisée en 2006.
Elle a obtenu le label BIP (Bateau d'Intérêt Patrimonial) par la Fondation du patrimoine maritime et fluvial en 2011. 

## Histoire
Cette chaloupe est une réplique d'un canot de plaisance, propulsé par une machine à vapeur Schindler, construit en 1882.
C'est le petit-fils du fondateur de cette machine à vapeur qui proposa à l'Association Sequana la reconstruction de cette chaloupe à l'identique et selon les techniques de fabrication de l'époque. Le moteur d'origine de 1882 a été restauré. Le chantier dura trois ans.
Sa remise à l'eau a eu lieu le 11 juin 2006 sur la Seine.
Suzanne participe à différentes fêtes maritimes : Brest 2008, Les Tonnerres de Brest 2012 et Brest 2016.